# Fredrik Neij
Hans Fredrik Lennart Neij, znan tudi pod imenom TiAMO, švedski računalničar in programer, * 27. april 1978 Jönköping, Švedska.
Znan je kot soustanovitelj spletne piratske strani The Pirate Bay, ki omogoča brezplačno iskanje, prenos in nalaganje filmov, serij, glasbe in videoiger. Skupaj z drugimi operaterji strani je bil Neij leta 2009 na sodišču spoznan za krivega za pomoč pri kršenju avtorskih pravic in obsojen na eno leto zaporne kazni ter plačilo globe. Po izpustitvi iz zapora je začel delovati v IT panogi.